# Monumento nacional Effigy Mounds
El Monumento Nacional Effigy Mounds (traducido como "Monumento Nacional de los Túmulos con  Siluetas de Animales") es un monumento nacional estadounidense situado en la frontera de los condados de Allamakee y Clayton, en Iowa.
Los tumulos prehistóricos son comunes desde las llanuras del Medio Oeste hasta la costa atlántica, pero sólo en esta región se construyeron en forma de animales, mamíferos, aves o reptiles. El monumento cuenta con 206 montículos en 10 kilómetros cuadrados, de los cuales 31 son siluetas de animales y el resto son simplemente cónicos. Los indios, desde el 500 a. C. hasta la colonización europea, construyeron muchos túmulos. Cuando se cultivaron las praderas americanas, muchos de estos túmulos desaparecieron. El Monumento Nacional Effigy Mounds es el mayor emplazamiento de túmulos de Estados Unidos.